# Horst Skoff
Horst Skoff (* 22. August 1968 in Klagenfurt; † 7. Juni 2008 in Hamburg) war ein österreichischer Tennisspieler.

## Leben und Karriere
Insgesamt gewann Skoff vier ATP-Turniere im Einzel, unter anderem die Swedish Open, bei denen er 1993 im Endspiel Ronald Agénor besiegte.
1989 kämpfte er im Davis-Cup-Viertelfinale im Ferry-Dusika-Hallenstadion Mats Wilander nach 6 Stunden und 4 Minuten mit 6:7, 7:6, 1:6, 6:4, 9:7 nieder. Es war das längste Match in der Geschichte des Davis Cup nach Einführung des Tie-Break. Für Aufsehen sorgt Skoff noch einmal 1989, als er beim mit $500.000 dotierten ATP-Turnier in Hamburg unter anderem Goran Ivanišević 2:6, 6:2, 6:3 und im Halbfinale Boris Becker 7:6, 6:2 besiegen konnte. Erst im Finale unterlag er Ivan Lendl mit 4:6, 1:6, 3:6.
Seine beste Position in der ATP-Weltrangliste erreichte er im Jahr 1990 mit Platz 18.
Trotz der Erfolge im österreichischen Davis-Cup-Team erlebte er gerade dort die bittersten Niederlagen seiner Karriere. 1990 verlor er bei der Halbfinalbegegnung gegen die USA im Ernst-Happel-Stadion gegen Michael Chang trotz einer 2:0-Satzführung die am Sonntag beim Spielstand von 2:1 abgebrochene und am Montag zu Ende gespielte Partie. 1994 in Unterpremstätten verlor er erneut das entscheidende Einzel, diesmal gegen Marc-Kevin Goellner, nachdem Thomas Muster nach einem 12:10 im fünften Satz gegen Michael Stich zum 2:2 ausgeglichen hatte.
Für öffentliche Aufmerksamkeit sorgte aber auch sein Privatleben. So weckte beispielsweise eine vorübergehende Liaison mit der ehemaligen Miss World, Ulla Weigerstorfer, mediales Interesse.
Das österreichische Tennispublikum huldigte seinem einstigen Star (auch in dessen Abwesenheit) weiterhin alljährlich mit „Hoorsti, Hoorsti…!“-Sprechchören beim ATP-Turnier in der Wiener Stadthalle. Als erster Österreicher gewann Skoff 1988 dieses Turnier. Erst 21 Jahre später siegte mit Jürgen Melzer wieder ein Österreicher in der Stadthalle.
Gegen eine 1997 ausgesprochene lebenslange Sperre der ATP wegen Dopings (weil er angeblich eine Urinprobe nicht abgegeben hatte) prozessierte er erfolgreich. Nach einem Vergleich mit der ATP im Jahr 2008 erhielt er eine Entschädigung in nicht bekannter Höhe.
Skoff beendete seine Karriere nach zahlreichen Challenger- und Future-Turnieren 1999, sein letztes Match auf der ATP Tour bestritt er am 10. August 1995 in San Marino.

## Plötzlicher Tod
Ab 2007 war Skoff Spitzensport-Referent im Kärntner Tennis-Landesverband des ÖTV und Eigentümer der Horst-Skoff-Akademie (TC HoSka) in Klagenfurt-Welzenegg. Skoff starb am 7. Juni 2008 im Krankenhaus St. Georg in Hamburg, nachdem er am selben Tag in der Hansestadt bewusstlos aufgefunden worden war. Als Todesursache wurde ein Herzinfarkt festgestellt. Knapp eine Woche vor seinem Tod hatte er noch für ein Landesligateam an der Kärntner Mannschaftsmeisterschaft teilgenommen.
Begraben wurde Horst Skoff am 21. Juni auf dem Friedhof seines Heimatortes Kühnsdorf in der Marktgemeinde Eberndorf.

## Erfolge
| Legende                       |
| Grand Slam                    |
| Tennis Masters Cup            |
| ATP Masters Series            |
| ATP International Series Gold |
| ATP International Series (6)  |
| ATP Challenger Tour (11)      |

### Einzel

#### Turniersiege

##### ATP Tour
| Nr. | Datum              | Turnier | Belag       | Finalgegner    | Ergebnis           |
| --- | ------------------ | ------- | ----------- | -------------- | ------------------ |
| 1.  | 13. Juni 1988      | Athen   | Sand        | Bruno Orešar   | 6:3, 2:6, 6:2      |
| 2.  | 17. Oktober 1988   | Wien    | Teppich (i) | Thomas Muster  | 4:6, 6:3, 6:4, 6:2 |
| 3.  | 10. September 1990 | Genf    | Sand        | Sergi Bruguera | 7:6, 7:6           |
| 4.  | 5. Juli 1993       | Båstad  | Sand        | Ronald Agénor  | 7:5, 1:6, 6:0      |

##### Challenger Tour
| Nr. | Datum           | Turnier         | Belag | Finalgegner          | Ergebnis      |
| --- | --------------- | --------------- | ----- | -------------------- | ------------- |
| 1.  | 30. Juni 1986   | Chartres        | Sand  | Víctor Pecci         | 6:4, 6:3      |
| 2.  | 7. Juli 1986    | Dortmund        | Sand  | Fernando García Lleó | 7:6, 6:2      |
| 3.  | 15. Januar 1990 | Jakarta         | Sand  | Chris Garner         | 7:6, 4:6, 6:1 |
| 4.  | 13. August 1990 | Salzburg        | Sand  | José Francisco Altur | 6:2, 6:2      |
| 5.  | 29. März 1993   | Acapulco        | Sand  | Javier Frana         | 6:3, 7:6      |
| 6.  | 5. April 1993   | San Luis Potosí | Sand  | Luis-Enrique Herrera | 2:6, 6:2, 6:2 |
| 7.  | 25. April 1994  | Rom             | Sand  | Frederik Fetterlein  | 6:3, 6:2      |
| 8.  | 2. Mai 1994     | Ljubljana       | Sand  | Tomás Carbonell      | 0:6, 6:4, 7:6 |
| 9.  | 13. Juni 1994   | Košice          | Sand  | Iztok Božič          | 6:3, 6:3      |
| 10. | 25. Juli 1994   | Posen           | Sand  | Christian Miniussi   | 6:7, 6:3, 6:4 |

#### Finalteilnahmen
| Nr. | Datum              | Turnier   | Belag   | Finalgegner       | Ergebnis       |
| --- | ------------------ | --------- | ------- | ----------------- | -------------- |
| 1.  | 14. Mai 1989       | Hamburg   | Sand    | Ivan Lendl        | 4:6, 1:6, 3:6  |
| 2.  | 13. August 1989    | Prag      | Sand    | Marcelo Filippini | 5:7, 6:74      |
| 3.  | 24. September 1989 | Barcelona | Sand    | Andrés Gómez      | 4:6, 4:6, 2:6  |
| 4.  | 21. Oktober 1990   | Wien      | Teppich | Anders Järryd     | 3:6, 3:6, 1:6  |
| 5.  | 10. Juni 1991      | Florenz   | Sand    | Thomas Muster     | 2:6, 7:62, 4:6 |
| 6.  | 9. September 1991  | Genf      | Sand    | Thomas Muster     | 2:6, 4:6       |
| 7.  | 4. Juli 1994       | Båstad    | Sand    | Bernd Karbacher   | 6:4, 6:3       |

### Doppel

#### Turniersiege

##### ATP Tour
| Nr. | Datum             | Turnier      | Belag | Partner       | Finalgegner                  | Ergebnis      |
| --- | ----------------- | ------------ | ----- | ------------- | ---------------------------- | ------------- |
| 1.  | 10. November 1986 | Buenos Aires | Sand  | Loïc Courteau | Gustavo Luza Gustavo Tiberti | 3:6, 6:4, 6:3 |
| 2.  | 7. August 1989    | Prag         | Sand  | Jordi Arrese  | Petr Korda Tomáš Šmíd        | 6:4, 6:4      |

##### Challenger Tour
| Nr. | Datum           | Turnier  | Belag | Partner            | Finalgegner             | Ergebnis |
| --- | --------------- | -------- | ----- | ------------------ | ----------------------- | -------- |
| 1.  | 13. August 1990 | Salzburg | Sand  | Horacio de la Peña | Johan Donar Ola Jonsson | 7:5, 6:4 |

#### Finalteilnahmen
| Nr. | Datum           | Turnier   | Belag | Partner           | Finalgegner                     | Ergebnis |
| --- | --------------- | --------- | ----- | ----------------- | ------------------------------- | -------- |
| 1.  | 16. Mai 1988    | Florenz   | Sand  | Claudio Pistolesi | Javier Frana Christian Miniussi | 6:7, 4:6 |
| 2.  | 14. August 1988 | Prag      | Sand  | Thomas Muster     | Petr Korda Jaroslav Navrátil    | 5:7, 6:7 |
| 3.  | 22. April 1990  | Nizza     | Sand  | Marcelo Filippini | Alberto Mancini Yannick Noah    | 4:6, 6:7 |
| 4.  | 30. Juli 1990   | Kitzbühel | Sand  | Francisco Clavet  | Javier Sánchez Éric Winogradsky | 6:7, 2:6 |

## Auszeichnungen
1987 Rang 2 bei der vom Kärntner Sportpresseklub durchgeführten Wahl Sportler des Jahres
2024 Stern am Walk of Fame auf der Seepromenade am Klopeiner See